# NJ2型柴油机车
NJ2型柴油机车是中国铁路的柴油机车车型之一，由美国通用电气公司设计制造，专门用于担当青藏铁路格尔木至拉萨区段客、货运列车牵引任务，全数78台机车均配属青藏铁路公司格尔木机务段。NJ2型机车采用电子控制燃油喷射柴油机、交流传动技术，在空气稀薄的高原铁路沿线特殊的地理环境和气候条件下仍可具有较高可靠性和牵引性能。

## 发展历史

### 背景
2001年6月，青藏铁路二期工程（格尔木至拉萨段）正式全面开工建设，青藏铁路高原柴油机车的研制任务也同时启动。高原柴油机车的研制由戚墅堰机车车辆厂进行，当时并未考虑采用进口机车。2002年5月，中华人民共和国铁道部科技司与戚墅堰厂签订了《青藏线高原内燃机车的研制及线路试验》科研项目合同，要求试制2台青藏线高原柴油机车样车。2002年10月底，两台被命名为“雪域神舟”的东风8B型9001、9002号高原柴油机车研制成功。2003年初，“雪域神舟”号机车在青藏铁路已铺轨路段进行高原性能试验，试验结果表明机车各项数据基本达到设计要求。
当时“雪域神舟”号曾经有望成为青藏铁路的主力牵引机车，但从2003年3月刘志军出任中国铁道部部长后，中国铁路发展政策出现重大转变。刘志军上任后提出铁路要实现“跨越式发展”，不能继续在原有基础上慢慢前进，而应该同其他行业一样，积极引进国外的先进技术，最短时间内提高中国铁路的技术水平。对于青藏铁路这个高标准工程，刘志军明确提出要把它建设成世界一流的高原铁路，实现“三个目标”：“把旅客列车在全线运行时间压缩到最短；全线行车设备实现免维修；沿线基本实现无人管理”。与此同时，中央政府于2004年底决定作出对青藏铁路提前一年通车的要求，更使“可靠性”成为决定青藏铁路设备采购的重要标准，使得铁道部在部分设备的采购上最终放弃了国产设备。

### 引进
对于高原铁路机车的采购，铁道部采取了全部整车进口的方式，由美国的通用电气（GE）和易安迪（EMD）竞标；通用电气公司以C44-9W型柴油机车为基础，提出C38AChe型高原柴油机车的方案，而易安迪公司亦以SD90MAC型柴油机车为基础，向中国推荐JT46型高原柴油机车。最终，通用电气公司于2004年10月获得中国铁道部78台C38AChe型柴油机车的订单，中国铁道部委托中国技术进出口总公司与通用电气公司签订了采购合同，这也是继1984年进口的ND5型柴油机车之后通用电气为中国铁路提供的第二种铁路机车。该型机车在中国被定型为NJ2型，其中“N”代表内燃机车、“J”代表交流传动。此外，通用电气公司还与中国铁道部签订了引进用于青藏铁路的增强型列车控制系统（ITCS）的合同。

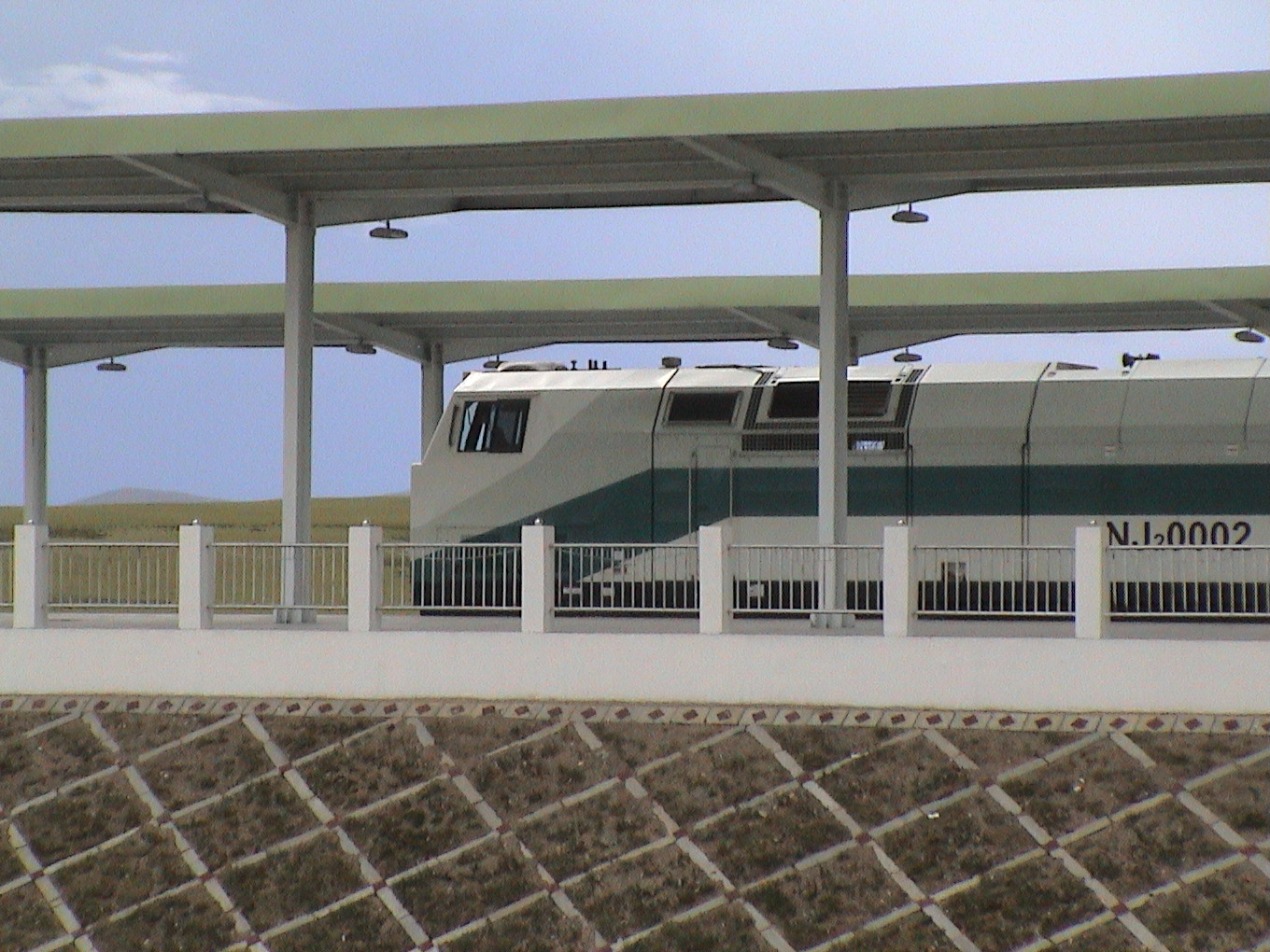
NJ2型机车初期曾采用白色涂装，后来均统一为绿色涂装

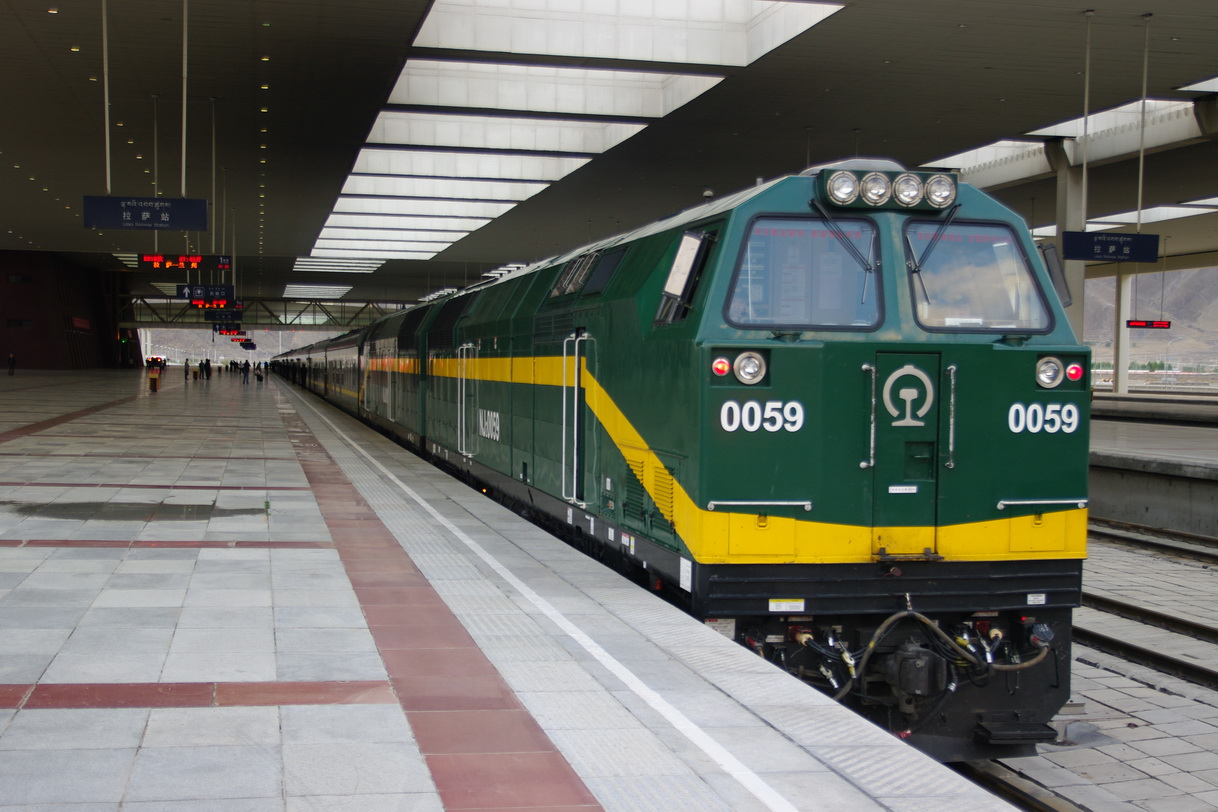
NJ2-0059号机车于拉萨站

NJ2型柴油机车采用交—直—交流电传动，机车由通用电气公司位于宾夕法尼亚州伊利的工厂生产，而转向架则由澳洲戈尼南公司（United Goninan）制造。青藏铁路公司在机车引进前选拔技术职工并进行先期培训，随后送往美国监造机车，并接受技术培训。2006年1月9日，首批3台机车运抵天津港，同时并接卸了装载机车设备的14个集装箱。根据安排，3台机车于2006年1月21日运抵西宁机务段格尔木运用车间，随后中国铁道部、中国铁道科学研究院、青藏铁路公司合作，对NJ2型机车在冬季严寒的青藏地区进行了一系列性能试验，包括动力学性能试验、双机和三机重联试验、低温起动试验、长大坡道制动试验等项目，以获取第一手实验数据，并为后续的75台机车的技术改进提供重要数据。试验结果表明，NJ2型机车各项性能指标均达到了合同要求。

### 运用
2006年3月1日，青藏铁路格尔木至拉萨段交付临管营运，开行货物列车；2006年5月1日，开始不载客的旅客列车试运行；2006年7月1日，青藏铁路格拉段正式开通运行，开行北京西至拉萨、成都（重庆）至拉萨、西宁（兰州）至拉萨三对特快旅客列车，在格拉段采用NJ2型机车三机或双机重联牵引。截至青藏铁路开通运行时，已经投入使用的NJ2型机车共有10台，因此运行初期在机车运用紧张的情况下会安排NJ2型机车和东风8B型、东风4B型机车重联牵引。全数78台NJ2型机车于2006年1月至2007年3月间陆续运抵中国，随着机车陆续到位，青藏铁路格拉段客货列车的牵引机车自2006年12月1日开始全部统一采用NJ2型机车；最后6台机车于2007年3月19日在天津港完成接卸。
NJ2型机车投入运用的初期，机车部分零部件曾经出现一些质量问题。国家质量监督检验检疫总局和铁道部于2006年11月起草了一份名为《质检总局对青藏铁路进口设备检验监管情况及存在问题的分析》的内部报告。报告中指出，在累计150万公里的运行过程中，已投入使用的18台NJ2型机车和ITCS信号系统共发生16个重大质量问题，包括机车走行部扫石器松动脱落、机车空压机冷却器故障、柴油机散热器漏水、机车横向减震器断裂脱落、轴箱导框摩擦板惯性脱落等，而由于通用公司设计、制造方面的原因所引发的问题有6个。经铁道部、青藏铁路公司与通用电气公司协商，合作针对各种故障制定了相应的改进措施，所有改造於2007年11月底全部完成，机车故障率逐年下降。

## 技术特点

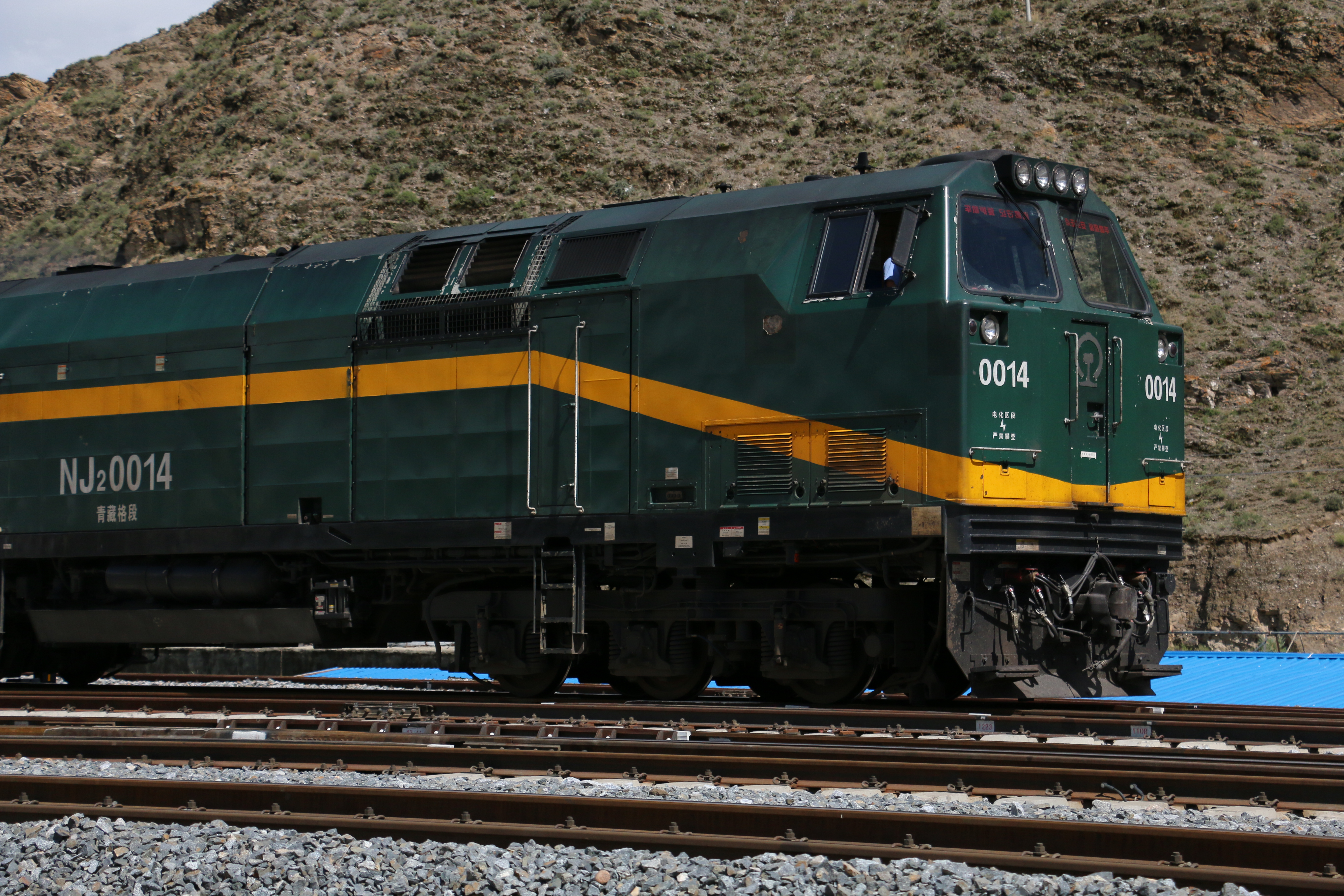
NJ2-0014号机车于拉萨

### 总体结构
NJ2型机车采用整体承载结构棚式车体，设有单端司机室；为了便于机车运行过程中司机对动力室的巡检，机车采用双侧贯通式内走廊布置。机车可以多机重联方式运用，司机从本务机车控制所有重联机车，机车前后两端均有端门可与相邻机车或车辆连通；为保证可靠性，当其中一台机车故障时，故障机车可从重联的其他机车获得直流辅助电源和压缩空气，用于柴油机加热、司机室加热、供氧、照明等功能。每台机车的燃油箱容量达到9000公升，当其中一台机车无法牵引运行时，故障机车能够把自身燃油供给相邻的机车。
空气制动系统采用克诺尔公司的“CCB II”微机控制电空制动系统，具有保压和非保压制动、阶段缓解等功能。机车最大起动牵引力达到534千牛，持续牵引力达到427千牛；最高运行速度为120公里/小时，持续速度为18.3公里/小时。三机重联牵引3000吨货车或960吨客车时，在20‰的长大上坡道运行时平衡速度分别达35公里/小时、85公里/小时；在20‰的长大下坡道运行时，单独使用电阻制动可使3000吨货车、960吨客车速度稳定在80公里/小时、100公里/小时左右。单机制动试验中，制动初速120公里/小时的紧急制动有效制动距离在800米以内。
机车适用于环境温度为-35℃～35℃的高原地区。针对高原地区的球状闪电现象，机车采用了英国比威公司（Brecknell Wills）的防雷装置，每根车轴均设有接地电刷。机车并加装製氧机，既可用面罩供氧也可以用弥散方式供氧。 为适应机车长途运行的需要，车上设置了非直排式厕所。

### 柴油机
机车装用一台通用电气公司制造的7FDL-16AD1型柴油机，为16气缸、四冲程、废气涡轮增压的V型中速柴油机；气缸直径为9英寸（228.6毫米），活塞行程10.5英寸（266.7毫米）；功率能随海拔高度自动修正，AAR标准状态下的标定功率为4500马力（3356千瓦），海拔2828米的装车功率3000千瓦，海拔5000米的装车功率达到2700千瓦。柴油机采用了通用电气公司的电子控制燃油喷射系统和博世公司的高压喷油泵，并设有可变喷油提前角控制和柴油机起机控制功能，柴油机在起机时不冒黑烟，并使柴油机具有较低的燃油消耗率及排放指标，达到美国环保局0级（EPA Tier 0）排放标准。

### 传动系统
NJ2型机车为交—直—交流电传动柴油机车，采用通用电气公司的交流传动系统，包括5GMG207型交流发电机、17KG525型牵引逆变器和5GEB30型牵引电动机。5GMG207型交流发电机为三相同步无刷发电机，额定功率为3000千瓦。17KG525型牵引逆变器采用IGBT为功率控制器件，采取脉宽调制（PWM）和六阶梯波方式相结合的控制策略。5GEB30型牵引电动机为三相异步牵引电动机，功率为460千瓦。牵引状态时，柴油机直接驱动同步牵引发电机发出三相交流电，分别供给3个整流模块，转换成中间直流电压后供给6台牵引逆变器，再将直流电转换成频率、电压可调节的三相交流电，由微机控制系统分别向2台转向架上的6台三相异步牵引电动机实现轴控式供电，通过传动齿轮驱动车轮。

### 控制系统
NJ2型机车的运行控制系统采用由通用电气公司开发的“综合控制架构”（Consolidated Control Architecture，CCA）系统，与AC6000CW型柴油机车的控制系统大致相同。该系统以3台智能显示器作为机车的控制计算机，通过一个串联的ARCNET局域网通讯网络，控制机车上所有其他计算机和控制装置的运行，包括柴油机控制、牵引控制、制动控制、辅助电源控制、重联控制、粘着控制、故障诊断和检测等功能。NJ2型机车并装设了上千个不同功能的传感器，具有气压、温度、转速等检测监控功能，机车各主要部件的运作状态信息会直接显示在智能显示屏上。

### 转向架
机车走行部为两台三轴转向架，转向架为导框式结构，一系悬挂为轴箱两侧螺旋弹簧，二系悬挂为构架和车体之间的橡胶旁承。牵引力和制动力通过中心牵引销传递。牵引电动机采用滚动轴承抱轴半悬挂安装方式，采用单侧齿轮传动方式驱动轮轴。